# Ibi Watson
Ibrahim Davis Watson-Boye, detto Ibi (Atlanta, 6 gennaio 1998), è un cestista statunitense.